# Населення Нагірно-Карабаської Республіки

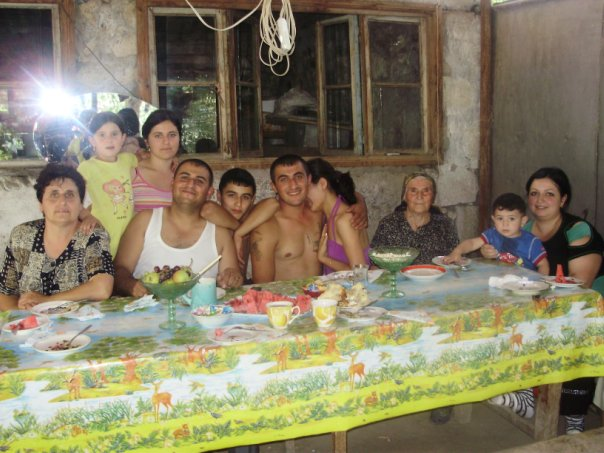
Середньостатистична карабаська сільська сім'я (2009 р.). Село Драхтік, Гадрутський район.

Це стаття про демографічну характеристику населення Нагірно-Карабаської Республіки, в тому числі щільність населення, етнічну приналежність, рівень освіти, стан здоров'я, чисельність населення, економічне становище, релігійну приналежність і інші аспекти населення.
Населення Нагірно-Карабаської АО у складі Азербайджанської РСР:
- 1959 — 130 406[1]
- 1970 — 150 313[2]
- 1979 — 160 901[3]
- 1989 — 187 769[4]

У 1995 році (після азербайджано-карабаської війни 1991—1994 рр.) чисельність населення НКР становила 122 600 осіб, а за результатами перепису населення 2005 року — 137 737 осіб. У період після перепису чисельність населення НКР зросла на 3700 осіб.
Динаміка чисельності населення Нагірно-Карабаської Республіки:
- 2005 — 137 737
- 2013 — 143 574

На 1 січня 2010 р. 52,5 % становило міське населення, а 47,5 % — сільське. Середнє зростання питомої ваги міського населення в останні 6 років склало 0,35 %.
На початку 2010 року чоловіки становили 48,1 % населення НКР, жінки — 51,9 %. Середній вік населення — 33.4 роки. За даними на початок року, 24.6 % населення НКР становили громадяни у віці 0-15 років, 62,2 % — працездатного віку, 13,2 % — вище працездатного віку.
Станом на 1 січня 2011 року населення Нагірно-Карабаської Республіки становило 143,600 осіб, що на 2174 більше, ніж у 2009 році. В порівнянні з 2009 роком зростання населення склало 1,6 %. Причиною збільшення зростання населення в Нагірному Карабасі є дедалі зростаючі обсяги народжуваності (але не цього року). Попри те, що в 2010 році в НКР народилися 2694 дітей, тоді як в 2009 році народився 2821 дитина, проте у розрахунку на 1000 осіб цей показник є найвищим в регіоні. А в розрахунку на 1000 жителів у минулому році в Арцасі народилися 19 дітей, що є досить хорошим показником. В Нагірному Карабасі, згідно зі статистичними даними, середня тривалість життя у чоловіків 68,3, а у жінок — 76,6 років. За даними 2010 року в цілому, незалежно від статі, цей показник склав 72,6 років. В 2010 р. році в Карабах прибуло 1011 осіб, вибуло з Карабаху 446 осіб.
37 % населення НКР сконцентровано в столиці НКР — Степанакерті. Серед районів за чисельністю населення лідирує Мартунинський район — 16.6 %.
Національний склад населення за переписом 2005 року:
- вірмени — 137 380 (99,7 %)
- росіяни — 171 (0,1 %)
- українці — 21
- інші — 165